# 弱巨蟹蛛
弱巨蟹蛛（学名：Heteropoda exigua）为巨蟹蛛科巨蟹蛛属的动物。在中国大陆，分布于四川等地。该物种的模式产地在四川。